# Pholidoteuthidae
Famille
Les Pholidoteuthidae constituent une famille de céphalopodes décapodes, communément appelés « calmars ».
Ce taxon n'est pas reconnu par ITIS qui le classe dans Lepidoteuthidae.

## Liste des genres
Selon World Register of Marine Species (16 mai 2016) et BioLib (16 mai 2016) :
- genre Pholidoteuthis Adam, 1950 -- 3 espèces ;
- genre Tetronychoteuthis Pfeffer, 1900 -- 1 espèce.

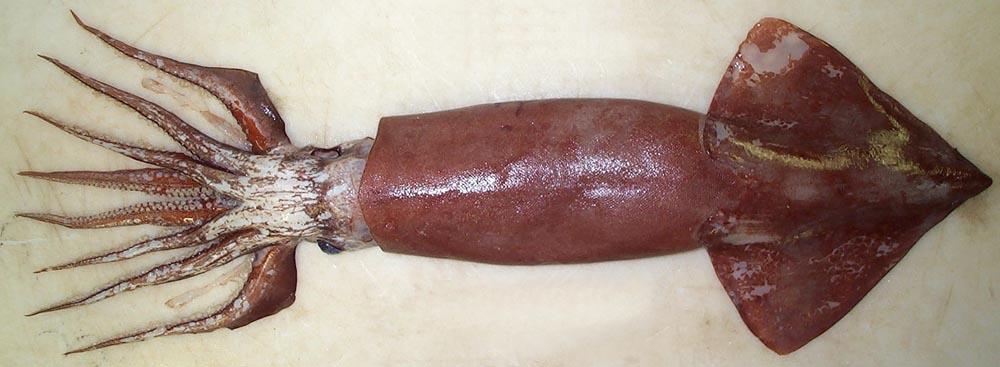
Pholidoteuthis massyae